# Глизе 876 d
Глизе 876 d — экзопланета, находящаяся на расстоянии 15 световых лет в созвездии Водолея. Это была третья по счёту планета, открытая у красного карлика Глизе 876. На момент открытия это была самая лёгкая из известных экзопланет, если не считать планеты, обращающейся вокруг пульсара PSR B1257+12. Именно благодаря этому её можно классифицировать как суперземлю.

## Открытие
Как и большинство известных экзопланет, Глизе 876 d была открыта с помощью метода радиальных скоростей. На момент открытия в системе Глизе 876 уже было известно две планеты, названные Глизе 876 b и Глизе 876 c, находящиеся в орбитальном резонансе 2:1. Об открытии планеты, названной Глизе 876 d, было объявлено 13 июня 2005 года Эугенио Риверой и его коллегами. Масса планеты оценивалась равной 7,5 масс Земли.

## Орбита и масса

Орбиты планет в системе Глизе 876. Глизе 876 d — самая близкая к звезде планета.

Глизе 876 d движется по орбите, большая полуось которой составляет всего лишь 0.0208 а. е. (3,11 миллионов км.). Учитывая это можно предположить, что за счёт приливных сил планета имеет синхронизированный период обращения (1:1) и всегда повёрнута к звезде одной и той же стороной.
Метод Доплера, с помощью которого была открыта планета, позволяет определить лишь нижний предел её массы. Пользуясь данным методом при оценке массы, необходимо учитывать наклон орбиты, который точно не известен. Однако модели, учитывающие гравитационные взаимодействия между внешними планетами (b и c), находящимися в орбитальном резонансе, позволяют определить наклон их орбит. Расчёты показывают, что внешние планеты являются практически копланарными с наклоном орбиты приблизительно 31° относительно луча зрения. Если предположить, что Глизе 876 d вращается в той же плоскости, что и другие планеты, то её масса может быть оценена в 6,83 земных масс.

## Физические характеристики
Так как Глизе 876 d была обнаружена с помощью косвенных методов, такие характеристики, как радиус, температура и состав неизвестны. Исходя из небольшого расстояния между планетой и звездой, а также наличия парникового эффекта (атмосфера планеты может состоять из азота, углекислого и угарного газов, водяного пара и сероводорода) можно предположить, что температура поверхности очень высока (650—770К в зависимости от альбедо). Это делает планету больше похожей на Венеру, нежели на Землю.
Что касается формирования планеты, на настоящий момент рассматриваются две модели. Небольшая масса даёт повод предположить, что планета похожа на планеты земной группы. Планета такого типа могла сформироваться во внутренней части системы Глизе 876 из материала, вытесненного ближе к звезде миграцией газовых гигантов.
Возможно также, что планета могла сформироваться как газовый гигант во внешних областях системы, а затем мигрировать к её центру. Это могло отразиться на составе планеты, сделав его богатым летучими веществами, такими как вода. Если принимать это во внимание, то водородный слой планеты был «сдут» солнечным ветром её звезды. Согласно такой модели, на планете может существовать океан, образованный водой, находящейся в состоянии сверхкритического флюида и отделённый от ядра, состоящего из силикатов, слоем льда, который остаётся в таком состоянии из-за высокого давления. При таких условиях атмосфера планеты будет состоять из водяного пара и свободного кислорода, образованного из-за распада молекул воды под действием ультрафиолета.
Скорее всего, на поверхности Глизе 876 d наблюдается сильная вулканическая активность, вызванная гравитационными приливными волнами, деформирующими и нагревающими планету, которая усиливается в дневное время.
Для того, чтобы выбрать одну из этих моделей, необходимо собрать больше информации о радиусе планеты и её составе. Тот факт, что планета не является транзитной, не позволяет на данный момент получить необходимые данные.